# Comandante Appo
El Comandante Appo es un personaje de las películas de Star Wars. Comandante Appo era el apodo del soldado clon de clave CC-1119 que sirvió a Lord Darth Vader cuando este se dirigió al Templo Jedi en Coruscant para exterminar a los Jedi. Appo era el comandante de la Legión 501.
El comandante Appo recibe al senador Bail Organa, que se acercó al Templo Jedi muy alarmado por los incendios y el caos. Cuando el senador pregunta lo que sucede ahí, lo recibe diciendo: "Una rebelión señor, la situación está bajo control" y luego lo amenaza directamente su rifle diciendo: "Lo siento señor debe retirarse" cuando Organa se disponía a irse los soldados de Appo serían atacados por el Padawan Zett Jukassa. Segundos después Appo y sus soldados clon darían muerte a Zett y luego el senador Organa escapa al ver con sus propios ojos lo que habían hecho los clones pero estos decidieron dejarlo ir, al final ese error les costaria caro, al dejarlo escapar lo dejaron como testigo de lo que ocurría en realidad en el templo y le aviso a Yoda y a Obi-Wan de lo ocurrido.
Varias semanas después, Appo muere en Kashyyyk,a manos del Caballero Jedi Roan Shyrne por lo que Vader lo sucedió en el mando de la 501 por el Comandante Bow.
- Datos: Q5778183